# Bashaud Breeland
Bashaud Breeland (Allendale, 30 gennaio 1992) è un giocatore di football americano statunitense che gioca nel ruolo di cornerback nella National Football League (NFL) ed è attualmente free agent. Al college ha giocato a football coi Clemson Tigers.

## Carriera professionistica

### Washington Redskins
Breeland fu scelto dai Washington Redskins nel corso del quarto giro del Draft 2014. Debuttò come professionista partendo come titolare nella settimana 1 contro gli Houston Texans e mettendo a segno un tackle. La sua stagione da rookie si concluse con 66 tackle, 2 intercetti, 2 fumble forzati e 13 passaggi deviati, giocando tutte le 16 partite, di cui 15 come titolare.

### Kansas City Chiefs
Nel 2019 Breeland firmò con i Kansas City Chiefs. Nel quarto turno ritornò un fumble per 100 yard in touchdown nella vittoria in casa dei Detroit Lions. Il 2 febbraio 2020 partì come cornerback destro titolare nel Super Bowl LIV contro i San Francisco 49ers che i Chiefs vinsero per 31-20, conquistando il primo titolo dopo cinquant'anni. Nella finalissima guidò i suoi con 7 tackle e mise a segno un intercetto su Jimmy Garoppolo.

## Palmarès
- Super Bowl : 1

Kansas City Chiefs: LIV
- American Football Conference Championship: 2

Kansas City Chiefs: 2019, 2020

## Statistiche
| Partite totali      | 16 |
| Partite da titolare | 15 |
| Tackle              | 66 |
| Sack                | 0  |
| Intercetti          | 2  |

Statistiche aggiornate alla stagione 2014